# Homathko Icefield

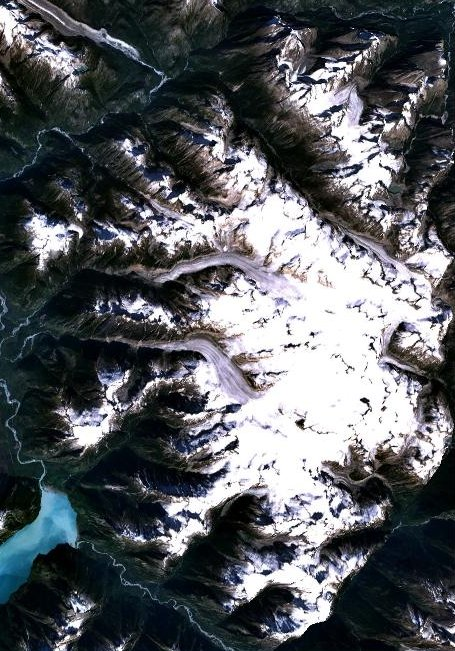
Satellitenbild des Homathko Icefield

Das Homathko Icefield ist ein Eisfeld im Südwesten der kanadischen Provinz British Columbia, im Strathcona Regional District. Von 1950 an war sein offizieller Name Homathko Snowfield, bis dieser 1976 geändert wurde. Es handelt sich bei einer Fläche von 1.830 km² um eines der größten Eisfelder in der Südhälfte der Coast Mountains. Das Homathko Icefield liegt zwischen Chilko Lake und dem Homathko River, gegenüber dem Homathko Canyon östlich der Waddington Range. Obwohl angrenzend an den Mount Queen Bess, ist das Homathko Icefield großenteils eine ausgedehnte Eisfläche von etwa 30 km Durchmesser, die von relativ niedrigen Gipfeln umringt ist; im Unterschied zu anderen Eisfeldern der Coast Mountains gibt es dort keine hohen Gipfel. Die Lillooet Icecap und das Compton Névé, beide in der Größe ähnlich dem Homathko Icefield, aber deutlich stärker von Berggipfeln geprägt, liegen im Südosten jenseits des Southgate River, der sich um die Südflanke des Eisfeld-Massivs windet, bevor er das Bute Inlet in Nachbarschaft zur Mündung des Homathko River erreicht. Das Eisfeld ist im Grunde eine große eisbedeckte Hochfläche zwischen diesen beiden Flüssen.
Der höchste Gipfel des Eisfeldes ist der Mount Grenville, der an seiner südlichen Grenze liegt. Unter den anderen Gipfeln sind der Plateau Peak, der Cambridge Peak, der Cloister Peak, der Galleon Peak und, in seinem Nordwesten den Ort der ersten Schlacht des Chilcotin-Krieges überrangend, der Klattasine Peak, benannt nach dem Anführer der Tsilhqot'in in diesem Krieg. Gerade nordöstlich des Eisfeldes findet sich der Mount Queen Bess, der zweithöchste Gipfel der Pacific Ranges; im Osten liegt der Mount Good Hope. In der Nähe wie auch inmitten des Eisfeldes sind die Namen der Gipfel dem Elisabethanischen Zeitalter entlehnt - der Burghley Peak, der Howard Peak und der Walsingham Peak, sind nach Soldaten und Staatsmännern dieser Ära benannt.
Homathko ist eine Ableitung von Homalco, Homalhco oder Homalhko, einer Teilgruppe der Mainland Comox, zu deren angestammten Territorium Bute Inlet und Toba Inlet gehören.